# Ruth DeFries
Ruth S. DeFries (* 20. října 1956) je americká environmentální geografka, která se specializuje na využití dálkového průzkumu Země ke studiu obyvatelnosti Země pod vlivem lidských činností (jako např. odlesňování), které ovlivňují regulaci biofyzikální a biogeochemické procesy. V roce 2006 byla jednou z 24 příjemců programu MacArthur Fellowship a v roce 2007 byla zvolena do Národní akademie věd Spojených států. Je jednou z příznivkyní ekomodernismu.

## Život
Ruth DeFries získala bakalářský titul v roce 1976 na Washington University v St. Louis. Roku 1980 pak získala doktorát na katedře geografie a environmentálního inženýrství na Univerzitě Johnse Hopkinse. Poté působila na Marylandské univerzitě v College Parku.
Od roku 2008 působila jako na katedře ekologie, evoluce a biologie životního prostředí Kolumbijské univerzity. V dubnu 2016 ji Kolumbijská univerzita jmenovala univerzitní profesorkou.
V dubnu 2015 se DeFries spojila se skupinou vědců ve vydání An Ecomodernist Manifesto (Manifest ekomodernismu). Dalšími autory byli: John Asafu-Adjaye, Linus Blomqvist, Stewart Brand, Barry Brook, Erle Ellis, Christopher Foreman, David Keith, Martin Lewis, Mark Lynas, Ted Nordhaus, Roger A. Pielke, Jr., Rachel Pritzker, Joyashree Roy , Mark Sagoff, Michael Shellenberger, Robert Stone a Peter Teague.
DeFries je autorkou nebo spoluautorkou více než 100 vědeckých prací na taková témata, jako jsou dopady tropických požárů na kvalitu ovzduší a emise skleníkových plynů; využívání půdy, výživa a potravinová bezpečnost; využívání a ochrana půdy v tropech; klima a tropické zemědělství; procesy odlesňování a degradace tropických lesů; metody dálkového průzkumu krajinného pokryvu; a recenze a koncepční práce.

## Dílo
- The Big Ratchet: How Humanity Thrives in the Face of Natural Crisis (2014) Basic Books[9]

## Ocenění
- 2017 - Čestný doktorát, Katholieke Universiteit Leuven